# Auf der Schmitten
Auf der Schmitten ist eine Hofschaft in der bergischen Großstadt Wuppertal.

## Lage und Beschreibung
Die Hofschaft liegt im Nordwesten der Stadt Elberfeld auf 211 m ü. NHN in dem Wuppertaler Wohnquartier Siebeneick des Stadtbezirks Uellendahl-Katernberg nahe an der Stadtgrenze zu Velbert. Benachbarte Wohnplätze und Ortschaften sind Herrnasbruch, Schanze, Asbruch (Siebeneick), Asbruch (Eckbusch), Jägersasbruch, Bäumchen, Römersleimberg und Römershäuschen.

## Geschichte
Auf der Schmitten wird auf der Topographia Ducatus Montani des Erich Philipp Ploennies aus dem Jahre 1715 als Schmitten bezeichnet. Der Ort ist auf der Topographischen Aufnahme der Rheinlande von 1824 als A.d.Schmidten und auf der Preußischen Uraufnahme von 1843 als Schmitte eingezeichnet. Auf Messtischblättern des 20. Jahrhunderts trägt der Ort ebenfalls den Namen Schmitte, ab der zweiten Hälfte den Namen Auf der Schmitten.
Im 19. Jahrhundert gehörte Auf der Schmitten zu den Außenortschaften der Bauerschaft Kleine Höhe der Bürgermeisterei Hardenberg, die 1935 in Neviges umbenannt wurde. Damit gehörte es von 1816 bis 1861 zum Kreis Elberfeld und ab 1861 zum alten Kreis Mettmann.
Die 1847 eröffnete Bahnstrecke Wuppertal-Vohwinkel–Essen-Überruhr wurde von der Prinz-Wilhelm-Eisenbahn-Gesellschaft am Ort vorbei trassiert. Durch den Ort führte die in den 1830er Jahren erbaute Provinzialstraße zwischen Elberfeld und Neviges, die später zur Landesstraße 427 ausgebaut wurde. Die Straße querte bis 2003 mittels eines beschrankten Bahnübergangs die Bahntrasse. Mit dem Ausbau zur S-Bahnstrecke wurde eine neue Querspange für die Landesstraße gebaut und der Bahnübergang entfernt, die alte Trasse der Landesstraße ist nun eine Sackgasse.
1888 lebten in Auf der Schmitten zwölf Einwohner in zwei Wohnhäusern. Der Ort wird zu dieser Zeit als Schmitte bezeichnet.
In der ersten Hälfte des 20. Jahrhunderts verlief auf Provinzialstraße / Landesstraße 427 eine Straßenbahnlinie an Auf der Schmitten vorbei. Sie wurde am 3. August 1952 stillgelegt. Durch die nordrhein-westfälische Gebietsreform kam Neviges mit Beginn des Jahres 1975 zur Stadt Velbert und die östlichen Außenortschaften von Neviges um Auf der Schmitten wurden in Wuppertal eingemeindet.